# Altoona (Florida)
Altoona es un lugar designado por el censo ubicado en el condado de Lake en el estado estadounidense de Florida. En el Censo de 2010 tenía una población de 89 habitantes y una densidad poblacional de 68,86 personas por km².

## Geografía
Altoona se encuentra ubicado en las coordenadas 28°58′7″N 81°38′53″O / 28.96861, -81.64806. Según la Oficina del Censo de los Estados Unidos, Altoona tiene una superficie total de 1.29 km², de la cual 1.16 km² corresponden a tierra firme y (10.62%) 0.14 km² es agua.

## Demografía
Según el censo de 2010, había 89 personas residiendo en Altoona. La densidad de población era de 68,86 hab./km². De los 89 habitantes, Altoona estaba compuesto por el 98.88% blancos, el 0% eran afroamericanos, el 0% eran amerindios, el 1.12% eran asiáticos, el 0% eran isleños del Pacífico, el 0% eran de otras razas y el 0% pertenecían a dos o más razas. Del total de la población el 1.12% eran hispanos o latinos de cualquier raza.